# Horizonte Futebol Clube
L'Horizonte Futebol Clube, noto anche semplicemente come Horizonte, è una società calcistica brasiliana con sede nella città di Horizonte, nello stato del Ceará.

## Storia
Il club è stato fondato il 27 marzo 2004. L'Horizonte ha vinto il Campeonato Cearense Série B nel 2007. Ha partecipato al Campeonato Brasileiro Série C nel 2008, dove è stato eliminato alla prima fase. L'Horizonte ha partecipato alla Coppa del Brasile nel 2011.

## Palmarès

### Competizioni statali
- Campeonato Cearense Série B: 2

2007, 2023
- Copa Fares Lopes: 2

2010, 2011